# غلامرضا جلالی
غلامرضا جلالی فراهانی (زادهٔ ۱۳۳۷) سرتیپ سپاه پاسداران انقلاب اسلامی است که از سال ۱۳۸۴ تاکنون به‌عنوان رئیس سازمان پدافند غیر عامل کشور فعالیت می‌کند. وی همچنین از ۱ آبان ۱۴۰۳ دستیار ویژه رئیس‌جمهور در امور پدافند غیرعامل کشور است.
وی در طول جنگ ایران و عراق از اعضای سپاه پاسداران انقلاب اسلامی بود. جلالی دانش‌آموختهٔ کارشناس ارشد مهندسی معماری و نیز کارشناس ارشد علوم دفاعی است. وی پیش از انتصاب به عنوان رئیس سازمان پدافند غیر عامل، ریاست اداره مهندسی ستاد مشترک سپاه پاسداران انقلاب اسلامی را برعهده داشت. وی به‌عنوان شخصیت حقوقی در دولت سیزدهم به عضویت شورای عالی فضای مجازی و شورای عالی جمعیت هلال احمر درآمد.